# Valloria (Guardamiglio)
Valloria è un centro abitato d'Italia, frazione del comune di Guardamiglio.

## Società

### Religione
Dal 1928 il centro abitato di Valloria è sede di una parrocchia della diocesi di Lodi dedicata a San Fermo Martire; fino ad allora la sede parrocchiale era posta nella vicina località di Berghente, nel comune di San Rocco al Porto.